# Thomas Weller (Fußballspieler)
Thomas Christian Weller (* 4. November 1980 in Zürich) ist ein deutscher Fußballspieler.

## Werdegang
Thomas Weller kam als Sohn des früheren Bundesligaprofis Hans-Joachim Weller in der Schweiz auf die Welt und begann dort in seiner Jugend mit dem Fußballspielen, bis er 1995 zum Grasshopper Club Zürich in die zweite Mannschaft wechselte. Über die zweite Mannschaft des FC Zürich zog es den Mittelfeldspieler schließlich nach Deutschland zum SC Paderborn 07 und zu den Amateuren des TSV 1860 München. Danach war er wieder in der Schweiz für den FC Winterthur,  den FC Vaduz und den FC Schaffhausen am Ball. Im Januar 2007 ging Weller dann erneut nach Deutschland, dieses Mal zu den Stuttgarter Kickers in die Regionalliga Süd, jedoch ging er bereits zur Sommerpause wieder in die Schweiz zurück, zum FC St. Gallen. In den darauf folgenden Jahren war der Mittelfeldspieler erneut für den FC Schaffhausen und seinen Jugendverein FC Wohlen aktiv. Im Sommer 2013 unterzeichnete Weller beim SC Pfullendorf. Danach wechselte er zurück in die Schweiz zum SC Brühl St. Gallen und dann zum FC United Zürich. Anschließend spielte er beim FC Kosova Zürich, mit einem kurzen Abstecher nach Tuggen und beendete 2021 zunächst nach einer Saison seine Karriere beim FC Uster in der fünfthöchsten Schweizer Liga.